# クラップバナー
クラップバナーは、スポーツの観戦時にサポーターやファンが手で持つ応援用の道具。折りたたむと音を鳴らす(CLAP)ためのハリセンになり、広げると応援のメッセージボード（BANNER)になることから、CLAPBANNER（クラップバナー）と名付けられている。日本ではクラップバナー・ジャパン社が国際意匠、登録商標の下2011年よりライセンス販売を開始しており、クラップバナー社以外の同様のグッズが｢応援ハリセン｣と呼ばれることもある。

## 日本での各スポーツでの使われ方

### バスケットボールでのクラップバナー

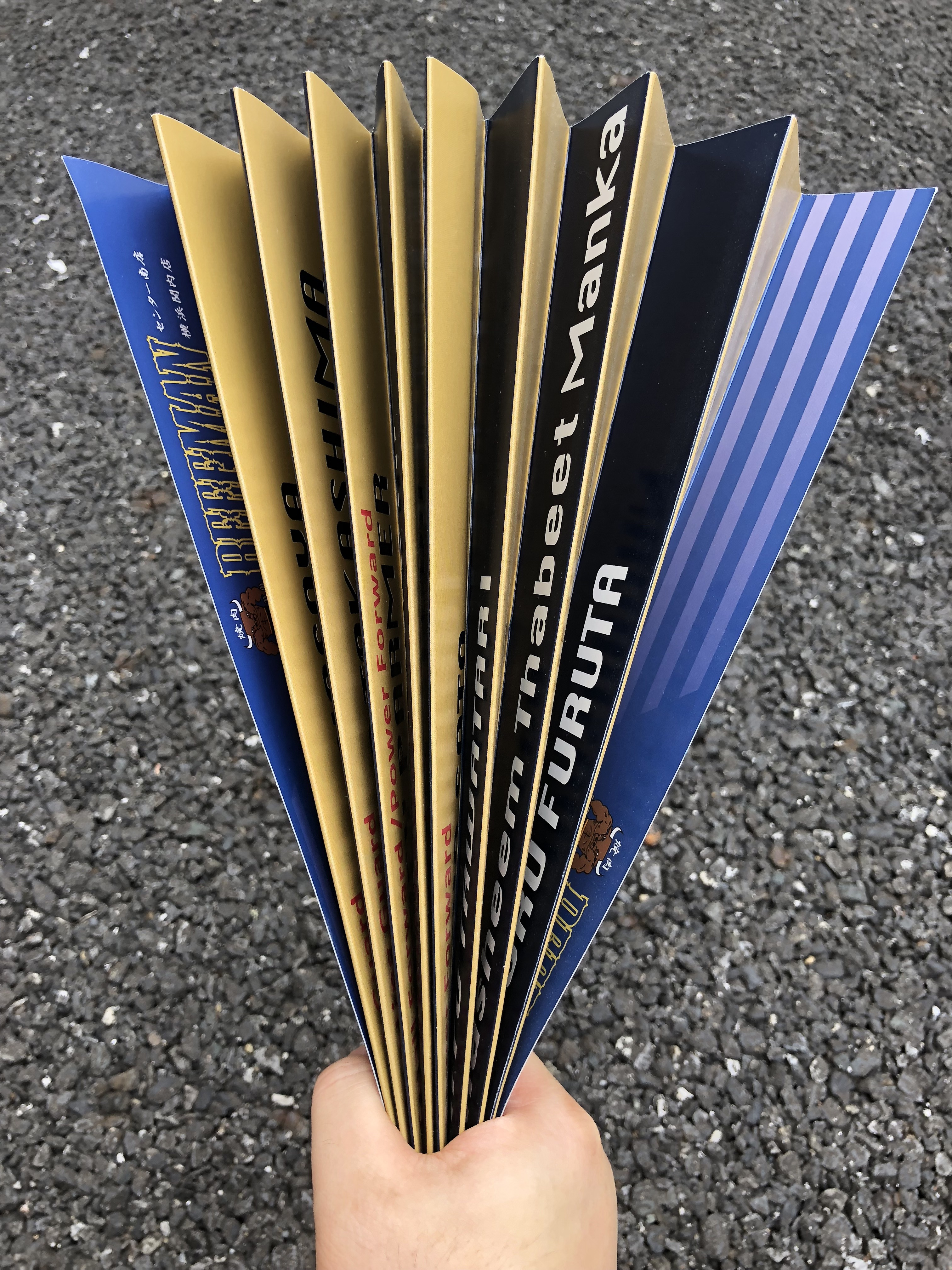
横浜ビー・コルセアーズ応援用クラップバナー B-CLAP クラップ利用時

- 横浜ビー・コルセアーズ：ビー・コルセアーズのブースターにおいて最も標準的な応援グッズがビー・コルセアーズ専用クラップバナー｢B-CLAP｣である。攻撃時、守備時はコールに合わせてブースターが大音響でクラップ鳴り響かせる。また横浜の得点時にはメッセージボードをコートに向けて一斉に掲げるのが標準的な使い方である。会場の売店で販売されている他、スポンサーが提供して会場で無償配布される場合もある[2]。

### サッカーでのクラップバナー
- サッカー日本代表：日本代表応援用グッズとして販売されていた[3]。
- サガン鳥栖：年に数回、入場者特典として、スタジアム入り口などで配布している。チームカラーの水色が基本だが、レディースデーなど当日のテーマによってはピンクのクラップバナーが配布される[4]。
- 京都サンガ：2017年6月11日｢京セラドキュメントソリューションズ　スペシャルデー」に、チームカラーの紫の特製クラップバナーを配布した[5]。

### 野球でのクラップバナー

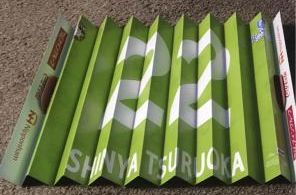
北海道日本ハムファイターズ 鶴岡慎也選手応援クラップバナー

- 横浜DeNAベイスターズ：2012年8月3日～5日に開催されたSTAR☆NIGHTにおける入場者特典として「選手メッセージ付き キラキラ☆クラップバナー」をスタジアム入り口などで配布した[6]。
- 東北楽天ゴールデンイーグルス：2014年6月20日に開催した「銀次選手を熱く応援する日」において銀次選手応援クラップバナーを配布した[7]。
- 福岡ソフトバンクホークス：「サガン鳥栖×福岡ソフトバンクホークス スポーツキッズプロジェクト2015」の一環として2015年3月31日の『サガン鳥栖×福岡ソフトバンクホークス　スポーツキッズデー2015』で福岡ソフトバンクホークス公式マスコットのハリーホークをデザインした「コラボクラップバナー｣を配布した[8]。
- 北海道日本ハムファイターズ：2018年4月から9月までの毎月1試合を『プレーヤーズスペシャル2018』として、第2回　来場者プレゼントとして、田中賢介と鶴岡慎也の背番号と名前の入ったクラップバナーを入場者に配布した[9]。

### その他のスポーツ等におけるクラップバナー

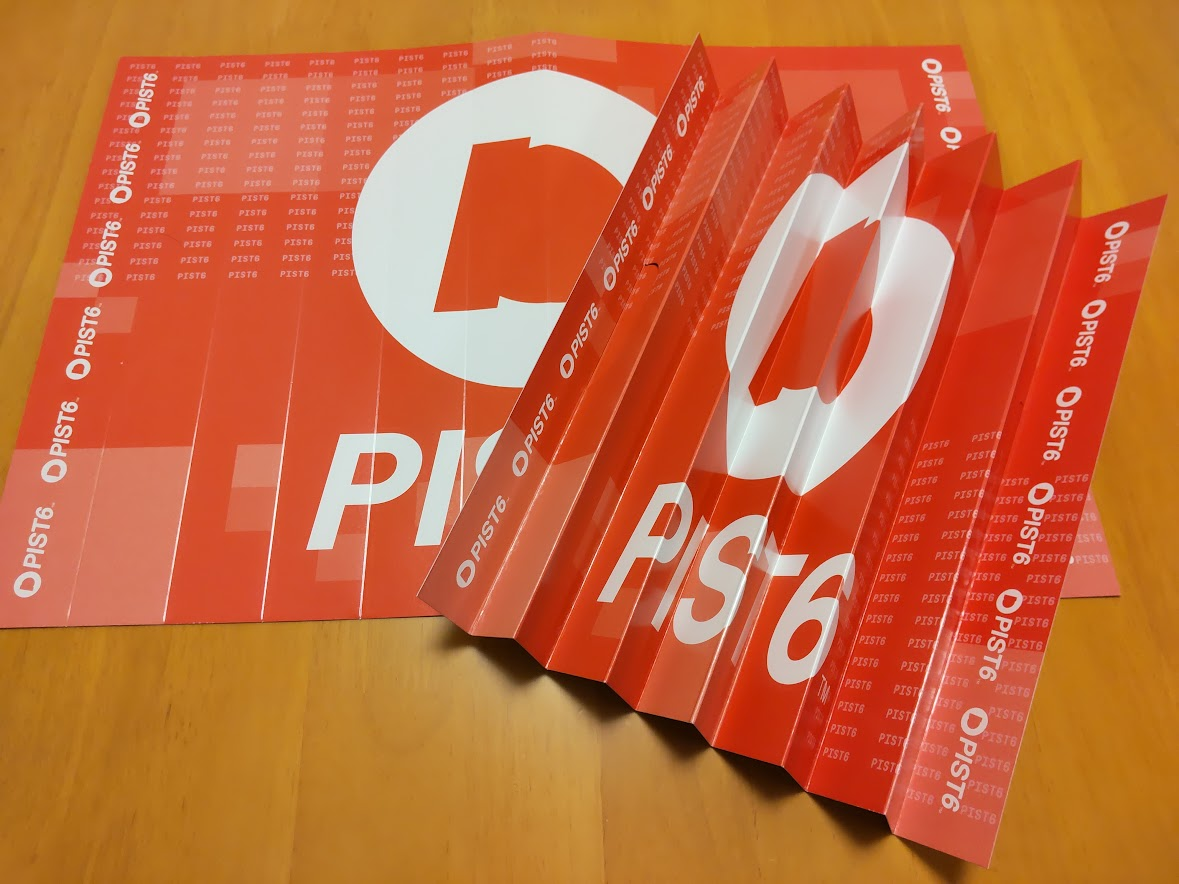
PIST6用クラップバナー（クラッパー）

- 日本トライアスロン連合公認クラップバナー：トライアスロン応援用グッズとして販売されている[10]
- PIST6：千葉JPFドームにて行われている競輪の250競走（愛称：PIST6）では会場入場者に無料で配布されている。なお、当場では「クラッパー」と呼称している[11]。